# 大島敏
大島 敏（おおしま さとし、1950年9月24日 - 2011年11月8日）は、日本の実業家、歯科医師。アール・ディー・シー、がってん寿司創業者。

## 経歴
1950年に埼玉県寄居町に生まれる。埼玉県立熊谷高等学校出身。幼少期より飲食業を志していたが、弁護士か医者への道を望む両親の願いにより、東京大学への進学を目指す。しかしながら、大学闘争の煽りを受け東京大学の受験が停止されたために岩手医科大学を受け、医学部と歯学部に合格。歯学部に進学したのち、1980年、29歳で歯科医院を開業した。開業歯科医として評判は高く、その日診察・治療した患者には必ず電話をかけ、その後の経過を尋ねるなどしていた。歯科医として働きながらも飲食業経営をあきらめず、新事業のための資金を作ったのち、飲食業経営を始める。
飲食業を始める当初から、50店舗以上運営できる大規模なチェーン店を目指しており、この頃いまだ発展途上であった回転寿司を選択した。回転寿司店の経営経験を得るために元禄寿司のフランチャイズチェーン店の経営に乗り出した。大島の経営するフランチャイズチェーン店では店内の雰囲気を明るくするために考案された掛け声「合点承知！」が用いられた。
1986年、アール・ディー・シーを創業。5店のフランチャイズ店を経営したのち、1987年に「がってん寿司」を設立。がってん寿司は大きく発展し、グルメ系回転寿司のパイオニア的存在となった。
2011年1月の一般社団法人・日本回転寿司協会設立の際には副会長を務めた。同年11月、心筋梗塞で死去。